# Крёстная мать (фильм)
«Крёстная мать» (англ. Bella Mafia) — американская криминальная драма 1997 года, телевизионный фильм в двух частях, снятый режиссёром Дэвидом Грином по роману Линды Ла Плант «Лучшая половина мафии». Премьера двухсерийного фильма состоялась на канале CBS 16 и 18 ноября 1997 года, а позже для выхода на VHS был смонтирован полнометражный фильм.

## Сюжет
Семья мафиозного клана Лучано была большой и сплочённой. Происходит так, что всю мужскую половину клана убивают, и в игру вступают женщины этой семьи: жёны, сёстры и дочери. Лука, убийца детей Софии, жены Константино Лучано, втирается к ней в доверие, но она ещё не знает, что он её сын, которого она бросила в младенчестве. В конце концов она понимает, кто убил её детей и закалывает Луку ножом. На его шее она видит медальон, который она дала ему в день его рождения, София спрашивает Луку, кто дал этот медальон ему и он отвечает: «Моя мать».
София становится главой семьи, выдаёт свою племянницу за влиятельного мафиози и, почувствовав в себе силы мстить, начинает одного за другим убирать своих обидчиков.

## В ролях
- Настасья Кински — София Лучано, жена Константино Лучано
- Ванесса Редгрейв — Грациэлла Лучано, жена дона Роберто Лучано
- Деннис Фарина — дон Роберто Лучано, глава клана Лучано
- Дженнифер Тилли — Мойра Лучано, жена Фредерико Лучано
- Илляна Даглас — Тереза Скорпио Лучано, жена Альфредо Лучано
- Джеймс Марсден — Лука, сын Софии и Майкла
- Джина Филипс — Роза Лучано, дочь Терезы и Альфредо Лучано
- Ричард Джозеф Пол — Константино Лучано, сын дона Лучано
- У.Эрл Браун — Фредерико Лучано, сын дона Лучано
- Тони Маджио — Альфредо Лучано, сын дона Лучано
- Ричард Портноу — Этнони Морено
- Тони Ло Бьянко — Пьетро Королла
- Димитра Арлисс — миссис Скорпио, мать Терезы
- Франко Неро — Марио Домино
- Питер Богданович — Вито Джанкамо
- Кристофер Шоу — Джорджио Королла

## Интересные факты
- Слоган картины: Hell hath no fury like the women of… [Bella Mafia].
- В оригинале фильм называется также, как и роман — «Прекрасная мафия» (в России книга издавалась под названием «Лучшая половина мафии»), но российские прокатчики присвоили картине название «Крёстная мать», вызывая ассоциации с культовой трилогией Фрэнсиса Форда Копполы по романам Марио Пьюзо. Как бы там ни было, большинство критиков называют фильм женской версией «Крёстного отца».

## Номинации
- Звукорежиссёры кино — 1998. Премия «Золотая катушка»: Лучший монтаж звука, диалоги в телевизионном мини-сериале.
- Золотой глобус — 1998. Золотой глобус: Лучшее выступление актрисы в мини-сериале или в фильме, сделанном специально для телевидения (Ванесса Редгрейв).
- Общество кастинга — 1998. Артуа: Лучший кастинг для телевизионного мини-сериала (Гэри Цукерброд).